# Georges de la Vergne de Tressan
Le marquis Georges de la Vergne de Tressan, né à Saint-Germain-en-Laye (France) le 3 mai 1877 et mort pour la France à Neuville-Vitasse le 4 octobre 1914, est un militaire, collectionneur et un écrivain japoniste français.

## Biographie
Georges est né en 1877 à Saint-Germain-en-Laye, fils du 9e marquis de Montbazin Henri Antoine Gérard de la Vergne de Tressan et de Berthe Isabelle de La Moussaye. Il porte le titre de comte de Tressan puis devient marquis au décès de son père.
Le 3 août 1904, il épouse Noëlle Morillot au château de Bussemont à Saint-Lumier-la-Populeuse, demeure du député Léon Morillot, son beau-père. Le couple aura cinq enfants, Françoise en 1906, Michel en 1907, Bérengère en 1908, Antoine en 1910 (lui aussi Saint-Cyrien) et Isabelle en 1912.
Lors de l'Exposition universelle de 1900 à Paris, il découvre en visitant le pavillon japonais, l'Art et la Culture de ce pays. Il se consacre alors, en parallèle de sa carrière, à l'apprentissage de cette civilisation encore peu connue en France. Pour cela, il apprend  la langue du pays du Soleil Levant en autodidacte afin de pouvoir lire les œuvres qu'il étudie. Il collectionne les gardes de sabre japonais (tsuba) et ses connaissances lui permettent d'être reconnu des experts, intellectuels et japonistes. Il collabore avec les musées nationaux sur diverses expositions et écrit de nombreux ouvrages de référence, certains sous le pseudonyme de Tei-san (亭山).

### Carrière
Il entre dans la prestigieuse école militaire de Saint-Cyr, promotion Marchand 1898-1900.
Il est nommé sous-lieutenant en octobre 1900, puis lieutenant au 39e régiment d'infanterie à Rouen ou il est affecté.
En 1906, du fait de ses connaissances des us et coutumes japonaises, l'état major l'affecte auprès du prince Nashimoto Morimasa en visite en France. Les deux hommes noueront des relations d'amitié. En récompense de son engagement dans cette mission, le prince Morimasa le décore en 1907  de l'ordre du Soleil levant de 5e classe[source insuffisante].
De 1909 à 1912, il est muté dans le 15e arrondissement de Paris.
En juin 1913, il devient capitaine breveté d'état major et rejoint le 10e corps d'armée, basé à Rennes.
A la mobilisation d’août 1914, il est incorporé comme capitaine au 41e régiment d'infanterie, 3e compagnie. Au soir du 28 septembre 1914, son régiment est déployé au nord-est d'Amiens. Le 3 octobre, le combat s'engage pour le 41e régiment à Neuville-Vitasse. Le 4 octobre, lors d'un assaut Allemands des tranchées, le capitaine de Tressan trouve la mort. Son corps n'est pas retrouvé.

### Distinctions
Il est fait chevalier de la Légion d’honneur et reçoit la Croix de guerre avec palmes à titre posthume.
- Chevalier de la Légion d'honneur
- Croix de guerre 1914-1918 avec deux palmes
- L'Ordre du Soleil levant 5ème classe

## Principales publications[4]
- La pénétration française en Afrique, Paris, Revue coloniale n° 19-33, octobre 1904
- Notes sur l’art japonais : Les sources d’inspiration de l’art japonais, Mercure France n°182, janvier 1905
- Notes sur l’art japonais : l’évolution de la peinture japonaise des origines au XVIIIe Siècle, Mercure France n°184, février 1905
- Notes sur l’art japonais : Les écoles de peinture moderne et la gravure- l’oukiyo-yé, des origines au milieu du XVIIe siècle, Mercure France n°190, mai 1905
- Notes sur l’art japonais : Les écoles de peinture moderne et la gravure – Hokusaï et son école, Mercure France  n°199, octobre 1905
- Notes sur l’art japonais : la sculpture et la ciselure, Paris, société du Mercure de France, 1906
- La Naissance de la peinture laïque japonaise et son évolution du VIe au XIVe siècles, Revue de l’art ancien et moderne, juillet 1909
- L'Évolution de la garde de sabre japonaise - des origines au XVe siècle, BSFJP, mars 1910
- Gardes de sabre japonaise, Art et décoration n° 27, septembre 1910
- Tahiti l’Illuminée, L’Art et les artistes(vol. 7), août 1911
- Au sujet des gardes dites primitives, BSFJP, septembre 1912
- Le Paysage japonais et son rôle dans le décor des gardes de sabre, Revue de l’art ancien et moderne, janvier 1913
- La ciselure japonaise : le décor des gardes de sabre, Bruxelles, Van Oest, 1914